# Rumänische Badmintonmeisterschaft 2023/24
Die Rumänische Badmintonmeisterschaft der Saison 2023/24 fand vom 10. bis zum 12. November 2023 in Timișoara statt.

## Medaillengewinner
| Disziplin    | Gold                                            | Silber                                   | Bronze                                                  |
| ------------ | ----------------------------------------------- | ---------------------------------------- | ------------------------------------------------------- |
| Herreneinzel | Collins-Valentine Filimon                       | Robert-Mihnea Craciun                    | Matei Droanca                                           |
| Herreneinzel | Collins-Valentine Filimon                       | Robert-Mihnea Craciun                    | Calin-Tudor Turcu                                       |
| Dameneinzel  | Vlada Ginga                                     | Anamaria Serban                          | Laura-Mihaela Constantin                                |
| Dameneinzel  | Vlada Ginga                                     | Anamaria Serban                          | Andra-Gabriela Stoica                                   |
| Herrendoppel | Robert-Mihnea Craciun Collins-Valentine Filimon | Robert Ciobotaru Daniel-Nicolae Cojocaru | Vitalie Izbas Vladimir Leadavschi                       |
| Herrendoppel | Robert-Mihnea Craciun Collins-Valentine Filimon | Robert Ciobotaru Daniel-Nicolae Cojocaru | Matei Droanca Cosmin Hincu                              |
| Damendoppel  | Denisa-Andreea Stemate Andra-Gabriela Stoica    | Loredana-Elena Lungu Maria-Luiza Milu    | Florentina-Cristina Constantinescu Maria-Alexandra Dutu |
| Damendoppel  | Denisa-Andreea Stemate Andra-Gabriela Stoica    | Loredana-Elena Lungu Maria-Luiza Milu    | Laura-Mihaela Constantin Anamaria Serban                |
| Mixed        | Collins-Valentine Filimon Maria-Alexandra Dutu  | Robert-Mihnea Craciun Maria-Luiza Milu   | Vitalie Izbas Vlada Ginga                               |
| Mixed        | Collins-Valentine Filimon Maria-Alexandra Dutu  | Robert-Mihnea Craciun Maria-Luiza Milu   | Daniel-Nicolae Cojocaru Loredana-Elena Lungu            |